# Tosiwo Nakayama

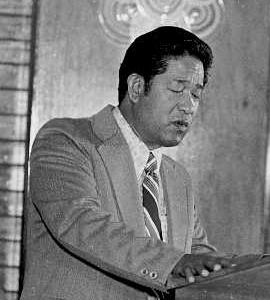
Tosiwo Nakayama

Tosiwo Nakayama (* 23. November 1931 in Chuuk; † 29. März 2007 im Hawaii Medical Center, Honolulu, Hawaii) war der erste Präsident der Föderierten Staaten von Mikronesien. Er amtierte für zwei Wahlperioden von 1979 bis 1987.
Er war der Sohn eines Japaners und einer einheimischen Mikronesierin.